# Prolatiforceps fulviventris
Prolatiforceps fulviventris är en tvåvingeart som först beskrevs av Schaeffer 1916.  Prolatiforceps fulviventris ingår i släktet Prolatiforceps och familjen rovflugor.
Artens utbredningsområde är Arizona. Inga underarter finns listade i Catalogue of Life.